# 贝恩德·梅茨克
贝恩德·梅茨克（德語：Bernd Metzke，1966年6月25日—），德国前男子手球运动员。他曾代表东德国家队参加1988年夏季奥林匹克运动会手球比赛，结果队伍获得第七名。